# Manfredi Gravina
Manfredi Gravina Cruyllas, conte Gravina (Palermo, 14 giugno 1883 – Danzica, 19 settembre 1932), è stato un militare, diplomatico e pubblicista italiano.

## Biografia
Discendente da un ramo ultrogenito della nobile famiglia catanese dei Gravina Cruyllas, Principi di Ramacca e Santa Flavia, Manfredi nacque a Palermo il 14 giugno 1883 da Biagio, ufficiale della Regia Marina (1850-1897), e dalla tedesca Blandine von Bülow (1863-1941), come primogenito di quattro figli. La madre era figlia del compositore Hans von Bülow e di Cosima Wagner, figlia del celebre compositore Franz List, e già vedova dell'altrettanto celebre Richard Wagner. All'età di 14 anni rimase orfano del padre, morto suicida nel 1897 con un colpo di pistola alla testa.
Visse la sua giovinezza tra Ramacca, Catania, Firenze e la Germania. Nel 1922, sposò la nobildonna romana Maria Sofia Giustiniani Bandini, 10ª Contessa di Newburgh (1889-1977), figlia di Carlo dei principi Giustiniani Bandini e di Maria Luisa Lanza Branciforte dei principi di Trabia, da cui non ebbe discendenti.
Il 28 giugno 1928, ebbe per Regio Decreto concessione del titolo di Conte Gravina.
Morì a Danzica il 19 settembre 1932, all'età di 49 anni.

### Attività militare
A dispetto della sua duplice identità italo-tedesca, il Gravina si sentiva italiano e maturò fin dalla giovinezza sentimenti nazionalisti. Nell'agosto 1900, entrò alla Regia Accademia navale di Livorno e, nel 1903, venne assegnato, col grado di guardiamarina, al corpo dello Stato Maggiore. Nel marzo 1905, si imbarcò col grado di sottotenente di vascello per l'Estremo Oriente, destinato alla forza navale italiana in Cina. Dopo circa un anno di navigazione nei mari asiatici, nel febbraio 1906, venne trattenuto al servizio del console generale italiano a Shanghai, Cesare Nerazzini, come segretario della commissione italiana per la stipulazione di un nuovo trattato di amicizia e commercio con la Cina.
Rientrato in Italia, iniziò ad affiancare agli incarichi di servizio la collaborazione, su temi per lo più di strategia navale, a prestigiose riviste quali Rivista marittima e Nuova Antologia. Il Gravina si recò in Germania per studiare le nuove tecnologie militari sperimentate in campo aeronautico, di cui poté fare uso come primo ufficiale di marina con mansioni di osservatore d'idrovolanti nella guerra di Libia, nella quale si distinse guadagnandosi, nel luglio 1912, la promozione a tenente di vascello. Al momento dell'entrata dell'Italia nel primo conflitto mondiale, fu chiamato a far parte dello Stato Maggiore dell'ammiraglio Paolo Thaon de Revel con sede a Venezia. La notte tra il 28 e il 29 maggio 1916, Gravina fu al comando della torpediniera 24 OS, che aveva come pilota Nazario Sauro, e che attaccò la base sommergibili austroungarica di Trieste, dove furono lanciati due siluri che non colpirono i bersagli, ma che danneggiarono il molo e alcuni depositi di carbone. L'impresa, pur avendo registrato un modesto risultato, ebbe benefici sul morale e sulla determinazione dei militari italiani.
Decorato con due medaglie d'argento e una di bronzo al valor militare, alla fine della guerra venne inviato come addetto navale a Stoccolma, dove assunse l'incarico il 4 aprile 1919. Rimasto per alcuni mesi nella capitale svedese, Gravina ricevette incarico dal Ministero degli Affari esteri di trattare con la prima missione sovietica, con sede a Copenaghen, guidata da Maksim Maksimovič Litvinov, lo scambio dei militari russi prigionieri in Italia con il rimpatrio di tutti gli italiani dalla Russia, trattativa che si chiuse positivamente con l'accordo del 27 aprile 1920. Ma il Gravina non riuscì a procedere oltre nella normalizzazione delle relazioni con la Russia bolscevica: le sue convinzioni politiche antisovietiche, la diffidenza maturata verso gli esponenti del bolscevismo, spinsero il ministro degli Esteri, Carlo Sforza, a sollevarlo dall'incarico.

### Attività pubblicistica, politica e diplomatica

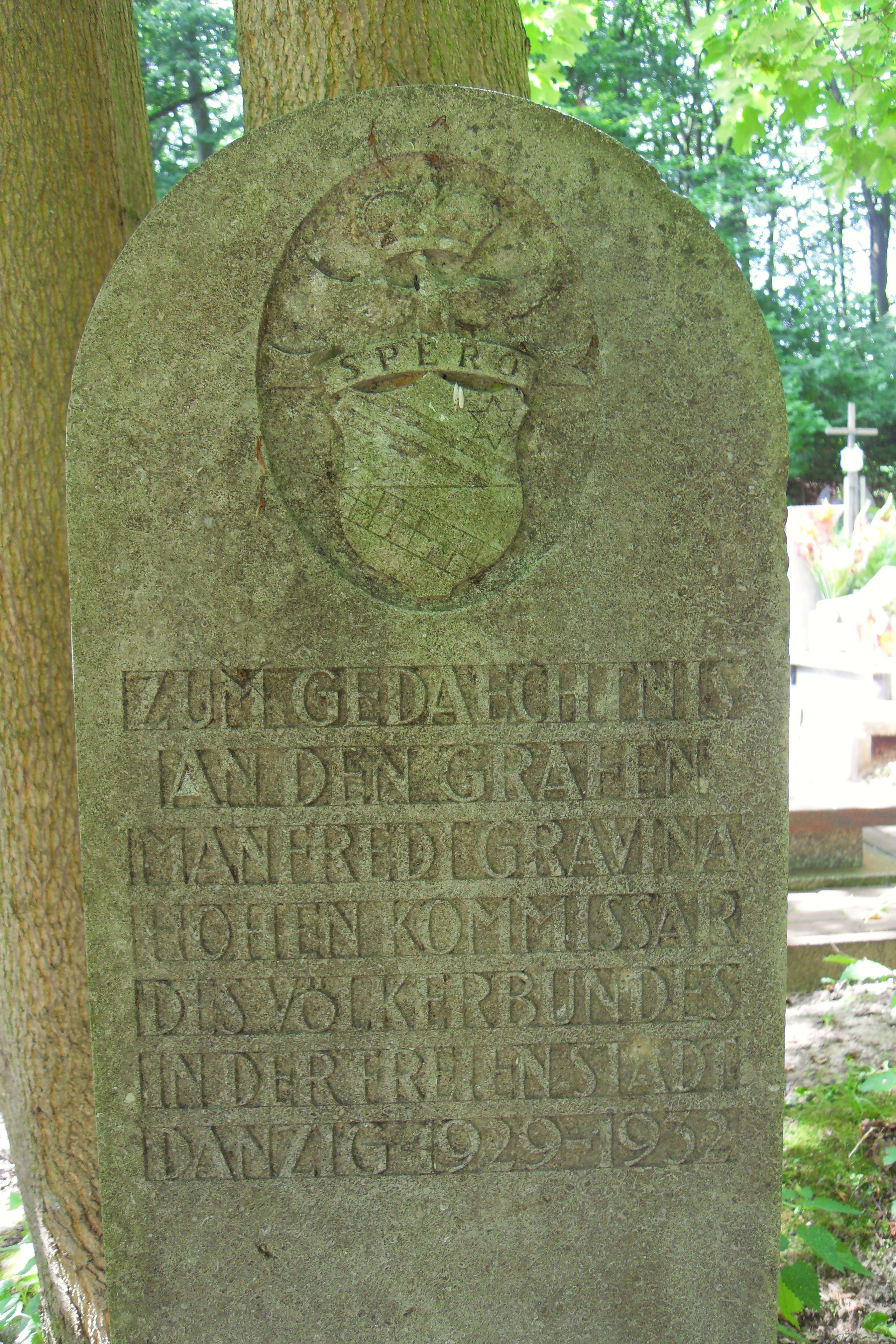
Stele commemorativa a Danzica

Nel 1922, Gravina tornò in Italia, dove si sposò con la nobildonna romana Maria Sofia Giustiniani Bandini, si stabilì nella capitale e si dedicò ai viaggi all'estero - soprattutto in Germania - e all'attività di pubblicista, scrittore e conferenziere. Collaborò con periodici e quotidiani tra i quali Nuova Antologia, Politica, Gerarchia, il Corriere della Sera e soprattutto la Rassegna italiana diretta da Tomaso Sillani; fu anche collaboratore dell'Enciclopedia Italiana.
Membro dell'Associazione Nazionalista Italiana, aderì successivamente al Partito Nazionale Fascista, di cui nel 1924 fu candidato nelle Marche; nello stesso anno fu nominato membro aggiunto della delegazione italiana alla Società delle Nazioni. Nel 1925, la medesima organizzazione lo incaricò di occuparsi del problema di Danzica, affidandogli il compito di provvedere alla delimitazione della penisola Westerplatte, ceduta in parte alla Polonia.
Il Conte Gravina divenne in seguito Alto Commissario della Società delle Nazioni per la Città Libera di Danzica, ed entrò in carica il 24 giugno 1929. La sua nomina a quel ruolo, accolta favorevolmente dalla Germania, aveva incontrato l'opposizione di Francia e Polonia, quest'ultima in particolare sospettosa di parzialità per i legami culturali e familiari che il Gravina aveva con il mondo tedesco. Nel periodo da funzionario della Società delle Nazioni, intensificò i rapporti con la politica tedesca, in particolare con il nascente movimento nazionalsocialista e il suo capo Adolf Hitler, che conobbe personalmente e di cui ebbe grande stima e fiducia. Nel 1928, il Conte Gravina organizzò un incontro tra lo stesso Hitler e il geografo italiano Ettore Tolomei, che si tenne a Monaco di Baviera, durante il quale i due discussero a lungo sul riconoscimento della frontiera italiana al Brennero e sulla necessità della rinuncia, da parte germanica, a qualsiasi pretesa territoriale sull'Alto Adige. Amico di Luigi Federzoni, nel 1930 lo introdusse a colloquio con Hitler, al fine di promuovere la sua figura in Italia.
A Danzica, Gravina ebbe il compito di mediare le continue controversie e regolare i delicati rapporti tra i due poteri della città: il governo cittadino, nominato da un parlamento legislativo controllato dai tedeschi, e il governo polacco. Anche nel ruolo di alto commissario non nascose le sue simpatie politiche per la Germania e, già alla fine del 1930, giudicò la situazione a Danzica insostenibile per l'impossibilità di stabilire una collaborazione tra tedeschi e polacchi, ritenendo che si imponesse ormai l'esigenza di una revisione del trattato di Versailles in senso filotedesco e proponendo che l'Italia la sostenesse. Ipotesi quest'ultima respinta dal ministro degli Esteri, Dino Grandi, che lo invitò ad assumere un comportamento imparziale. Ricoprì l'incarico a Danzica fino al 1932, quando fu colto improvvisamente da malattia e morì.

## Opere
Il conte Manfredi Gravina fu autore di numerosi articoli per Nuova Antologia e l'Enciclopedia Italiana, e delle seguenti opere di carattere storico-politico:
- La Cina dopo il Millenovecento, Milano, Treves (1907)
- Attualità politiche, Milano, Società editrice Dante Alighieri (1926)
- Problemi navali, Roma, Libreria del Littorio (1929)
- Problemi italiani d'oltre Alpi e l'oltre mare, Palermo, Sandron (1930)

I suoi numerosi scritti furono raccolti in unico volume intitolato Scritti di Manfredi Gravina, curato da Tomaso Silani, pubblicato nel 1935 ed edito da La Rassegna italiana. Ebbe una lunga corrispondenza con il poeta Gabriele D'Annunzio, raccolta nel libro Carteggio D'Annunzio-Gravina (1915-1924), scritto dalla professoressa Antonella Ercolani ed edito nel 1993 da Bonacci.

## Ascendenze
|                                                          |                       |                                                       | Genitori                                           |  |  | Nonni |  |  | Bisnonni                                                       |  |  | Trisnonni                                         |  |
|                                                          |                       |                                                       |                                                    |  |  |       |  |  | Francesco Gravina e Beccadelli di Bologna, principe di Ramacca |  |  | Ottavio Gravina e Filangieri, principe di Ramacca |  |
|                                                          |                       |                                                       |                                                    |  |  |       |  |  | Francesco Gravina e Beccadelli di Bologna, principe di Ramacca |  |  | Ottavio Gravina e Filangieri, principe di Ramacca |  |
|                                                          |                       | Maria Anna Beccadelli di Bologna e Branciforte        |                                                    |  |  |       |  |  | Francesco Gravina e Beccadelli di Bologna, principe di Ramacca |  |  |                                                   |  |
| Ottavio Gravina e Lanza, principe di Ramacca             |                       |                                                       |                                                    |  |  |       |  |  | Francesco Gravina e Beccadelli di Bologna, principe di Ramacca |  |  |                                                   |  |
|                                                          |                       | Eleonora Lanza e Parisi                               | Michele Lanza e Morello, marchese di Marcatobianco |  |  |       |  |  |                                                                |  |  |                                                   |  |
|                                                          |                       | Eleonora Lanza e Parisi                               | Michele Lanza e Morello, marchese di Marcatobianco |  |  |       |  |  |                                                                |  |  |                                                   |  |
|                                                          |                       | Eleonora Lanza e Parisi                               | Maria Anna Parisi                                  |  |  |       |  |  |                                                                |  |  |                                                   |  |
| Biagio Gravina e Gulotta, nobile dei Principi di Ramacca |                       | Eleonora Lanza e Parisi                               |                                                    |  |  |       |  |  |                                                                |  |  |                                                   |  |
|                                                          |                       | Biagio Gulotta                                        | ?                                                  |  |  |       |  |  |                                                                |  |  |                                                   |  |
|                                                          |                       | Biagio Gulotta                                        | ?                                                  |  |  |       |  |  |                                                                |  |  |                                                   |  |
|                                                          |                       | Biagio Gulotta                                        | ?                                                  |  |  |       |  |  |                                                                |  |  |                                                   |  |
| Maria Contessa Gulotta e Orfanello                       |                       | Biagio Gulotta                                        |                                                    |  |  |       |  |  |                                                                |  |  |                                                   |  |
|                                                          |                       | Grazia Orfanello                                      | ?                                                  |  |  |       |  |  |                                                                |  |  |                                                   |  |
|                                                          |                       | Grazia Orfanello                                      | ?                                                  |  |  |       |  |  |                                                                |  |  |                                                   |  |
|                                                          |                       | Grazia Orfanello                                      | ?                                                  |  |  |       |  |  |                                                                |  |  |                                                   |  |
| Manfredi Gravina, conte Gravina dei Principi di Ramacca  |                       | Grazia Orfanello                                      |                                                    |  |  |       |  |  |                                                                |  |  |                                                   |  |
|                                                          | Karl Eduard von Bülow | Ernst von Bülow                                       |                                                    |  |  |       |  |  |                                                                |  |  |                                                   |  |
|                                                          | Karl Eduard von Bülow | Ernst von Bülow                                       |                                                    |  |  |       |  |  |                                                                |  |  |                                                   |  |
|                                                          | Karl Eduard von Bülow | Concordia Dorothea Glühmann                           |                                                    |  |  |       |  |  |                                                                |  |  |                                                   |  |
| Hans von Bülow, barone von Bülow                         | Karl Eduard von Bülow |                                                       |                                                    |  |  |       |  |  |                                                                |  |  |                                                   |  |
|                                                          |                       | Franziska Elisabeth Stoll von Berneck                 | Johann Heinrich Stoll                              |  |  |       |  |  |                                                                |  |  |                                                   |  |
|                                                          |                       | Franziska Elisabeth Stoll von Berneck                 | Johann Heinrich Stoll                              |  |  |       |  |  |                                                                |  |  |                                                   |  |
|                                                          |                       | Franziska Elisabeth Stoll von Berneck                 | Christiane Müller von Berneck                      |  |  |       |  |  |                                                                |  |  |                                                   |  |
| Blandine von Bülow                                       |                       | Franziska Elisabeth Stoll von Berneck                 |                                                    |  |  |       |  |  |                                                                |  |  |                                                   |  |
|                                                          |                       | Franz Liszt                                           | Adam Liszt                                         |  |  |       |  |  |                                                                |  |  |                                                   |  |
|                                                          |                       | Franz Liszt                                           | Adam Liszt                                         |  |  |       |  |  |                                                                |  |  |                                                   |  |
|                                                          |                       | Franz Liszt                                           | Maria Anna Lager                                   |  |  |       |  |  |                                                                |  |  |                                                   |  |
| Cosima Wagner (nata Liszt)                               |                       | Franz Liszt                                           |                                                    |  |  |       |  |  |                                                                |  |  |                                                   |  |
|                                                          |                       | Marie d'Agoult, contessa d'Argoult (nata de Flavigny) | Alexandre de Flavigny, visconte di Flavigny        |  |  |       |  |  |                                                                |  |  |                                                   |  |
|                                                          |                       | Marie d'Agoult, contessa d'Argoult (nata de Flavigny) | Alexandre de Flavigny, visconte di Flavigny        |  |  |       |  |  |                                                                |  |  |                                                   |  |
|                                                          |                       | Marie d'Agoult, contessa d'Argoult (nata de Flavigny) | Maria Elisabeth Bethmann                           |  |  |       |  |  |                                                                |  |  |                                                   |  |
|                                                          |                       | Marie d'Agoult, contessa d'Argoult (nata de Flavigny) |                                                    |  |  |       |  |  |                                                                |  |  |                                                   |  |